# Мелендес, Кармен
Ка́рмен Тере́са Меле́ндес Ри́вас' (исп. Carmen Teresa Meléndez Rivas; род. 3 ноября 1961, Баринас, Венесуэла) — венесуэльский государственный и военный деятель, адмирал ВМС Венесуэлы.

## Политическая карьера
Была пятой из 11 детей в семье скромного достатка.
В июле 1984 года была во втором выпуске женщин-военнослужащих ВМФ Военно-морского училища Венесуэлы (Месета-де-Мамо, штат Варгас, получила звание лейтенанта.
Имеет степень в области военно-морских наук в области военно-морского управления и логистики (апрель 1985). Изучала финансовый анализ в Институте передовых исследований в области управления (IESA) (Каракас, 1987). Окончила аспирантуру по бизнес-финансам в Университете Хосе Марии Варгаса в Каракасе (1997), получила там степень магистра в области финансов бизнеса (ноябрь 1998). Окончила базовый штабной курс в Высшей школе военно-морского флота (Каракас, 1999).
- Начальник транспортных служб Большой десантный корабль "Goajira" (Т-63) (январь 1985 — сентябрь 1986).
- Начальник отдела управления платежами финансового управления ВМФ (сентябрь 1986 — апрель 1987).
- Командир женского взвода Военно-морского училища Венесуэлы (апрель 1987 — сентябрь 1988).
- Начальник таможенного отдела Главного снабжения ВМФ (сентябрь 1988 — июль 1990).
- Начальник управления программно-сметного контроля Главного снабжения ВМФ (июль 1990 — сентябрь 1992).
- Директор администрации и службы отраслевого Главного планово-бюджетного управления Министерства обороны (сентябрь 1992 — январь 1995).
- Начальник отдела финансового контроля Управления материалов ВМФ (январь 1995 — август 1996).
- Начальник контрольного отдела Управления материалов ВМФ (август 1996 — август 1997).
- Начальник отдела закупок Главного отраслевого управления министерства обороны (август 1997 — февраль 1999).
- Начальник отдела контроля постоянных расходов финансового управления ВМФ (февраль 1999 — март 2000).
- Начальник отдела финансового управления ВМФ (март 2000 — октябрь 2000).
- Секретарь генерального административного директората министерства обороны (октябрь 2000 — январь 2001).
- Генеральный административный директор министерства обороны (2001 — 2002).
- Заместитель главы административного управления министерства канцелярии и контроля государственного управления (июнь 2002 — ноябрь 2002).
- Директор управления внутренних дел Администрации Президента (2002 — 2003).
- Национальный казначей (2003 — 2007).
- Директор бюджетно-финансового программирования и контроля штаба ВМФ (апрель 2007 — сентябрь 2007).
- Директор по организации и развитию людских ресурсов ВМФ (2007 — 2009).
- Начальник управления кадров ВМФ (2009 — 2010).
- Заместитель командующего ВМФ по вопросам образования (2010 — 2011).

Командующий ВМФ Венесуэлы с 2011 по 2012 год. 3 июля 2012 года президент Венесуэлы Уго Чавес, присвоил ей звание вице-адмирала, она стала первой венесуэлкой, получившей такое звание.
Была заместителем министра обороны по вопросам образования с июля по октябрь 2012 года.
13 октября 2012 года была назначена министром канцелярии и контроля государственного управления. В этой должности отвечала за проведение проверок в организациях Национального правительства.
21 апреля 2013 года назначена министром управления в правительстве Николаса Мадуро.
3 июля 2013 года произведена в адмиралы и 5 июля 2013 года назначается министром обороны. Это первая женщина на посту министра обороны в истории Венесуэлы.
С 25 октября 2014 по 10 марта 2015 года была министром внутренних дел и юстиции.
16 октября 2017 года вступила в должность губернатора штата Лара по итогам выборов 2017 года. 25 октября 2020 года покинула губернаторскую должность, так как была вторично назначена министром внутренних дел Венесуэлы. Находилась в должности до 19 августа 2021 года.
С 5 января до 1 октября 2016 года депутат Национальной ассамблеи. Член Национального Учредительного собрания с 30 июля по 15 октября 2017 года.
Со 2 декабря 2021 года — мэр столичного округа Каракас.
Замужем за бывшим министром обороны (2005—2006), послом в ФРГ (с 2014) адмиралом Рамоном Орландо Манильей.

## Санкции
9 августа 2017 года Министерство финансов США ввело санкции против К. Мелендес за её позицию в отношении Конституционного собрания, созванного Мадуро, где она управляющим делами народного правительства.
Месяцем позже, 22 сентября 2017 года, Канада ввела санкции против неё из-за якобы «разрушения конституционного порядка в Венесуэле».
29 марта 2018 года в её отношении правительством Панамы были введены санкции из-за её якобы причастности к «отмыванию денег, финансированию терроризма и финансированию распространения оружия массового поражения».